# Zeche Lohberg

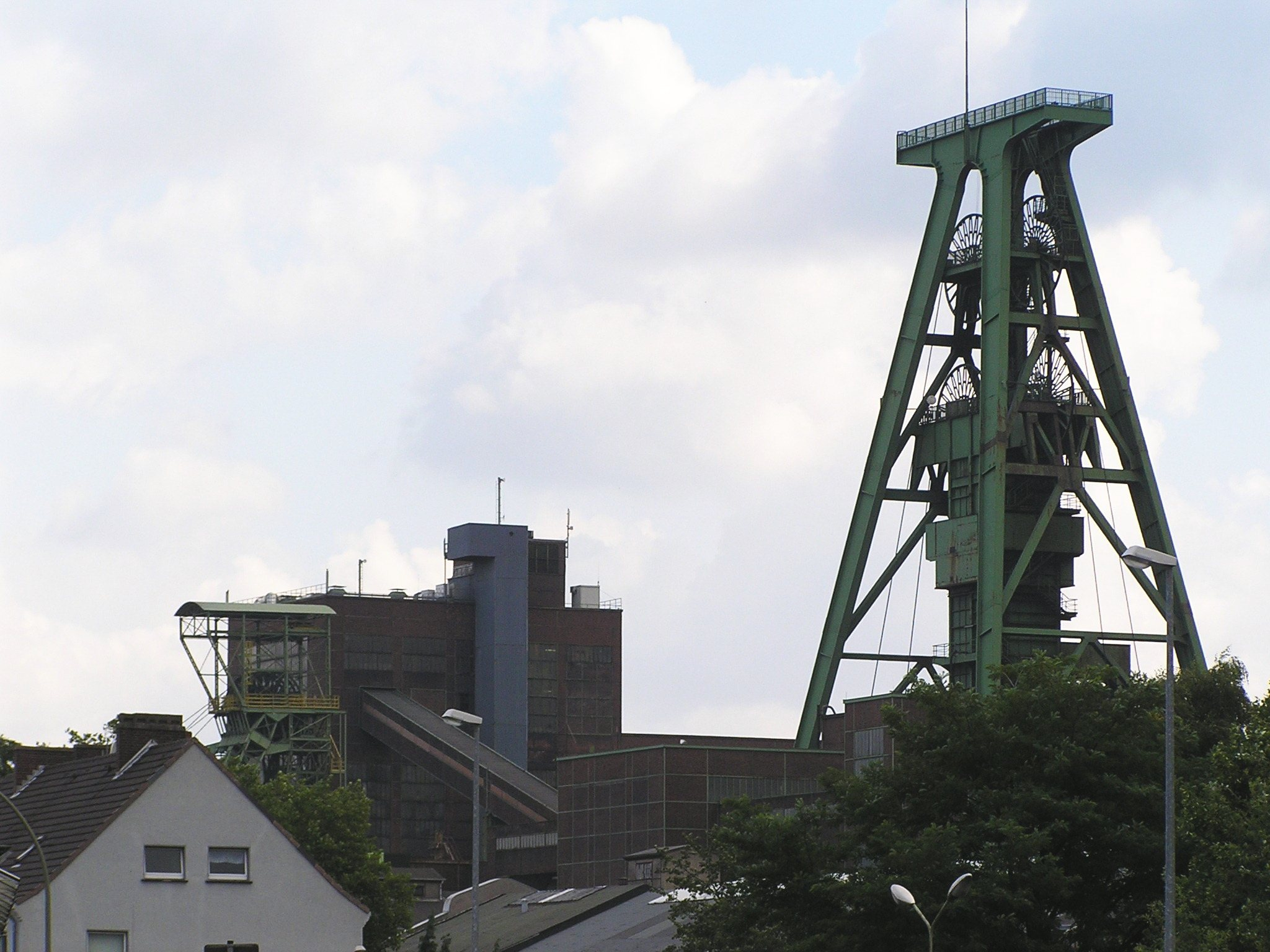
Schacht 1 und 2

Die Zeche Lohberg war ein Steinkohlen-Bergwerk im Dinslakener Stadtteil Lohberg und gehörte später zum Verbundbergwerk Lohberg-Osterfeld.

## Geschichte
Zur Versorgung des Dinslakener Bandeisenwalzwerks mit Kokskohle gründeten die Vorstände Fritz Thyssen, Joseph Thyssen und August Thyssen sowie Bergassessor Arthur Jacob am 30. Dezember 1905 die Gewerkschaft Lohberg. 1907 begann das Abteufen der Schächte Lohberg 1 und 2 an der Landstraße zwischen Dinslaken und Hünxe. 1912 erreichten die Schächte in 475 und 481 Metern die ersten Flöze.
Seit 1907 entstand bis in die 1920er Jahre hinein die Zechenkolonie „Lohberg“ auf der dem Bergwerk gegenüber liegenden Seite der Hünxer Straße.
1914 nahm die Zeche die planmäßige Förderung für die Thyssen-Stahlwerke auf. Um 1920 gab es Pläne für die Schachtanlagen Lohberg 3 und 4 nahe dem heutigen Waldfriedhof Oberlohberg und die Schachtanlagen Lohberg 5 und 6, welche bei der Mündung des Scharzbaches in den Rotbach hätten entstehen sollen. 1921 wurde der Schacht Lohberg 3 in Dinslaken-Hiesfeld abgeteuft, der jedoch schon 1922 aufgegeben wurde.
Nach der Übernahme durch die Gruppe Hamborn der Gelsenkirchener Bergwerks-AG wurde die Zeche Lohberg am 1. April 1926 in die Bergbauabteilung der neu gegründeten Vereinigte Stahlwerke AG eingegliedert. Durch die von den Alliierten geforderte Zerschlagung der Gesellschaft fiel „Lohberg“ am 3. Juli 1953 an die Hamborner Bergbau AG.
In den 1950er Jahren wurden vor allem die übertägigen Anlagen unter Beteiligung des Industriearchitekten Fritz Schupp ausgebaut. 1955/1956 wurde das neue Fördergerüst für den Schacht Lohberg 2 gebaut, es war mit 70,5 Metern zu dieser Zeit das höchste im gesamten Ruhrgebiet. 1960 bis 1967 wurde nordöstlich des Bergwerksgeländes ein neuer Schacht Lohberg 3 geteuft, er diente als einziehender Wetterschacht. 1983 wurde ein weiterer Schacht Hünxe als Wetter- und Transportschacht zwischen Dinslaken und Hünxe geteuft. 1992 wurde bei 1270 Metern Teufe auf der 5. Sohle die Verbundstrecke zwischen den Schachtanlagen „Lohberg“ und „Osterfeld“ aufgefahren. Ab diesem Zeitpunkt sprach man vom „Bergwerk Lohberg-Osterfeld“.
2000 wurde der Wetterschacht 3 verfüllt.

## Stilllegung und weitere Verwendung
Ende 2005 wurde die Zeche stillgelegt. Zahlreiche der mehr als 1.400 Mitarbeiter wurden auf andere Zechen verteilt oder gingen in den Vorruhestand. Der Schacht 4 (Hünxe) wurde von dem Bergwerk Prosper-Haniel übernommen und war noch als Wetterschacht aktiv.
Seit Juni 2007 wird das Zechengelände bis auf einen Teil der historischen Bausubstanz (Pförtnerhaus, Zechenwerkstatt, Betriebsgebäude und Fördermaschinenhäuser) abgebrochen. Im Jahr 2007 gewann das Dortmunder Architekturbüro stegepartner den Wettbewerb „Zechenareal Dinslaken-Lohberg“. Der Entwurf von stegepartner sieht vor, den Stadtteil Alt-Lohberg schalenförmig auf dem Zechengelände weiter zu bauen.
2008 stellte die Eigentümerin den Antrag, die unter Denkmalschutz stehenden Fördergerüste über den Schächten 1 und 2 abreißen zu dürfen. Um dies zu verhindern, gründete sich Ende 2008 der Förderverein Fördertürme Bergwerk Lohberg e. V.
Das Fördergerüst von Schacht I wurde 2014 abgerissen.
Die Dreharbeiten für den Kinofilm Kleine Morde fanden im Frühjahr 2011 auf dem Gelände der Zeche statt. 2015 wurde die Zeche zum Spielort der Ruhrtriennale. In der Kohlenmischhalle aufgeführt wurde eine Musiktheater-Adaption der Handlung des Spielfilms Accattone. Zu der Frage, ob diese Produktion auch die Anwohner in Lohberg erreichen konnte, gibt es deutlich negative Einschätzungen.
Seit 2016 wird die denkmalgeschützte Zechenwerkstatt von der Dinslakener Bürgergesellschaft Freilicht AG für Veranstaltungen und als Ort der Begegnung genutzt.

## Zahlen
Das Bergwerk „Lohberg“ erreichte 1958 mit 5.234 Beschäftigten die höchste Belegschaftszahl. Die höchste Jahresförderung leistete „Lohberg“ mit 3.135.415 Tonnen Kohle im Jahr 1979.